# Priceville (Alabama)
Priceville é uma cidade  localizada no estado americano de Alabama, no Condado de Morgan.

## Demografia
Segundo o censo americano de 2000, a sua população era de 1631 habitantes.
Em 2006, foi estimada uma população de 2380, um aumento de 749 (45.9%).

## Geografia
De acordo com o United States Census Bureau, a localidade tem uma área de 13,4 km², sem área coberta por água.

## Localidades na vizinhança
O diagrama seguinte representa as localidades num raio de 24 km ao redor de Priceville.